# Szőllősy Kálmán
Szöllősy Kálmán (Pécs, 1887. szeptember 10. – Budapest, 1976. augusztus 1.) magyar fényképész, fotóművész.

## Életpályája
1906-ban kezdett fényképeket készíteni. Sikeres volt az akkor elterjedt „nemes eljárások”-kal. 1908–1932 között irodatiszt, vasúti tisztviselő, hivatalnok, cégvezető volt több vállalatnál. Kereskedelmi érettségit tett, majd magántisztviselő lett. Az 1920-as években Vidarény Iván, Kankowszky Ervin és Balogh Rudolf tanította. 1927–1940 között a Amatőrfényképezők Országos Szövetsége (MAOSZ) és a Budapesti Fotóklub tagja volt. 1928–29-ben a Fotóművészeti Hírek című lap ügyintézője volt. 1932-ben leépített magántisztviselőként engedélyt kapott a fényképészet folytatására. 1941-ben a Budapesti Fényképészek és Fényképnagyítók Ipartestületének tagja lett. 1945 előtt tájakról, városokról és a lakosok életéről készített fényképeket. 1956-ban a Magyar Fotóművészek Szövetségének alapító tagja volt.
40 éves munkássága alatt öt világrész közel ezer nemzetközi kiállításán vett részt, melyeken 11 arany, 6 ezüst és számos bronzérmet nyert. Gyűjteményes kiállítását 1969-ben a Műcsarnokban rendezte meg.
Sírja az Új köztemetőben található (91/7-1-20).

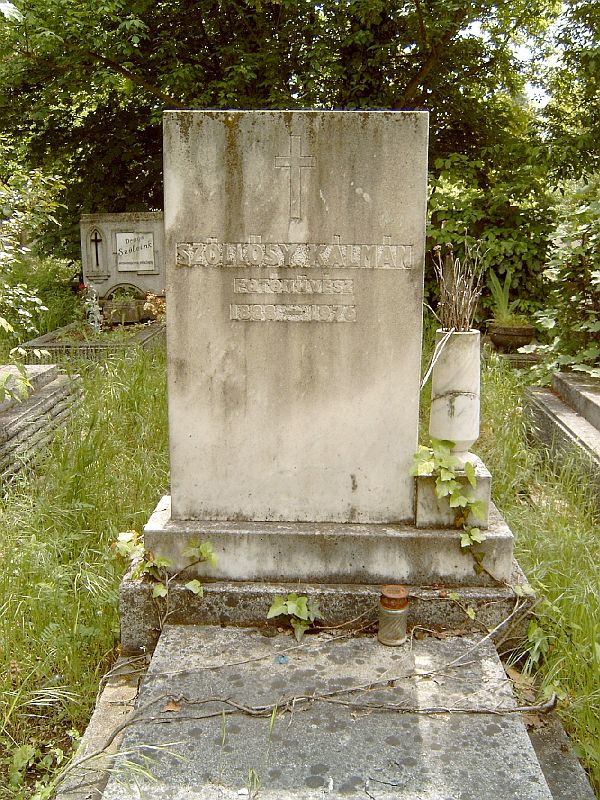
Szőllősy Kálmán fényképész, fotóművész sírja Budapesten. Új köztemető: 91/7-1-20.

## Kiállításai

### Egyéni
- 1964, 1969, 1987, 1997 Budapest

### Válogatott, csoportos
- 1947, 1954 Budapest

## Díjai
- A Nemzetközi Fotóművészeti Szövetség (EFIAP) kitüntetettje (1969)

## Művei
- Képmódosító eljárások (Csörgeő Tiborral, Budapest, 1965)